# José Antonio Pikabea
José Antonio Pikabea Larrarte (Hondarribia, 26 settembre 1970) è un ex calciatore spagnolo, di ruolo difensore.

## Carriera
La sua carriera è legata indissolubilmente con la Real Sociedad avendo giocato solo per i Txuri-urdin un totale di 313 partite.
Vanta sette presenze con la selezione di calcio dei Paesi Baschi.